# Babský potok (přítok Hostačovky)
Babský potok je levostranný přítok říčky Hostačovky v okrese Havlíčkův Brod v Kraji Vysočina. Délka toku činí 6,9 km. Plocha povodí měří 9,6 km².

## Průběh toku
Babský potok pramení při jihovýchodním okraji Rybníčku v nadmořské výšce okolo 490 m. Při severovýchodním okraji obce napájí místní rybník, od jehož hráze teče na sever zatrubněným korytem. Severně od Rybníčku, po opuštění potrubí, se potok stáčí na severozápad a vtéká do hlubšího, zalesněného, místy i skalnatého údolí. Západně od Zhoře se velkým obloukem obrací na severovýchod a tento směr si již ponechává až ke svému ústí. Na středním toku mezi druhým a třetím říčním kilometrem přijímá zprava svůj největší přítok. Je jím bezejmenný vodní tok odvodňující oblast okolo Jakubovic. Od tohoto soutoku směřuje potok dále na severovýchod ke Klášteru, u něhož zadržuje jeho vody Babský rybník. Na dolním toku protéká Klášterem, který je místní částí Vilémova a nakonec i Vilémovem. Zde se po velmi krátkém úseku vlévá zleva do říčky Hostačovky, na jejím 13,2 říčním kilometru, v nadmořské výšce okolo 330 m. 

### Geomorfologické členění
Povodí potoka se nachází ve východní části Golčojeníkovské pahorkatiny, která je okrskem Kutnohorské plošiny. Kutnohorská plošina je geomorfologickým podcelkem Hornosázavské pahorkatiny.

### Větší přítoky
Největším přítokem Babského potoka je bezejmenný pravostranný přítok ústící na 2,6 říčním kilometru. Délka jeho toku činí 3,1 km.